# Haltérophilie aux Jeux olympiques d'été de 2012
Navigation
Pékin 2008 Rio de Janeiro 2016
Les épreuves d’haltérophilie des Jeux olympiques d'été de 2012 se sont déroulées du 28 juillet au 6 août 2012 au centre d'ExCeL à Londres (Royaume-Uni). 15 épreuves figuraient au programme : 8 en catégories masculines et 7 en catégories féminines.

## Compétitions

### Calendrier
| Programme des finales des épreuves d'haltérophilie | Programme des finales des épreuves d'haltérophilie | Programme des finales des épreuves d'haltérophilie | Programme des finales des épreuves d'haltérophilie | Programme des finales des épreuves d'haltérophilie | Programme des finales des épreuves d'haltérophilie | Programme des finales des épreuves d'haltérophilie | Programme des finales des épreuves d'haltérophilie | Programme des finales des épreuves d'haltérophilie | Programme des finales des épreuves d'haltérophilie | Programme des finales des épreuves d'haltérophilie | Programme des finales des épreuves d'haltérophilie | Programme des finales des épreuves d'haltérophilie | Programme des finales des épreuves d'haltérophilie | Programme des finales des épreuves d'haltérophilie | Programme des finales des épreuves d'haltérophilie | Programme des finales des épreuves d'haltérophilie | Programme des finales des épreuves d'haltérophilie | Programme des finales des épreuves d'haltérophilie | Programme des finales des épreuves d'haltérophilie | Programme des finales des épreuves d'haltérophilie | Programme des finales des épreuves d'haltérophilie |
| Juillet - août 2012                                | Juillet - août 2012                                | Juillet - août 2012                                | 25                                                 | 26                                                 | 27                                                 | 28                                                 | 29                                                 | 30                                                 | 31                                                 | 1                                                  | 2                                                  | 3                                                  | 4                                                  | 5                                                  | 6                                                  | 7                                                  | 8                                                  | 9                                                  | 10                                                 | 11                                                 | 12                                                 |
| -------------------------------------------------- | -------------------------------------------------- | -------------------------------------------------- | -------------------------------------------------- | -------------------------------------------------- | -------------------------------------------------- | -------------------------------------------------- | -------------------------------------------------- | -------------------------------------------------- | -------------------------------------------------- | -------------------------------------------------- | -------------------------------------------------- | -------------------------------------------------- | -------------------------------------------------- | -------------------------------------------------- | -------------------------------------------------- | -------------------------------------------------- | -------------------------------------------------- | -------------------------------------------------- | -------------------------------------------------- | -------------------------------------------------- | -------------------------------------------------- |
| Haltérophilie                                      | Haltérophilie                                      |                                                    |                                                    |                                                    |                                                    | 1                                                  | 2                                                  | 2                                                  | 2                                                  | 2                                                  |                                                    | 2                                                  | 1                                                  | 1                                                  | 1                                                  | 1                                                  |                                                    |                                                    |                                                    |                                                    |                                                    |

### Les épreuves
15 médailles d'or sont attribuées dans les catégories suivantes :
| - 56 kg hommes - 62 kg hommes - 69 kg hommes - 77 kg hommes - 85 kg hommes - 94 kg hommes - 105 kg hommes - +105 kg hommes |  | - 48 kg femmes - 53 kg femmes - 58 kg femmes - 63 kg femmes - 69 kg femmes - 75 kg femmes - +75 kg femmes |

## Podiums

### Hommes
| Épreuves                         | Or                       | Argent                     | Bronze                  |
| -------------------------------- | ------------------------ | -------------------------- | ----------------------- |
| - de 56 kg résultats détaillés.  | Om Yun-Chol (PRK)        | Wu Jingbiao (CHN)          | Trần Lê Quốc Toàn (VIE) |
| - de 62 kg résultats détaillés   | Kim Un-Guk (PRK)         | Óscar Figueroa (COL)       | Eko Yuli Irawan (INA)   |
| - de 69 kg résultats détaillés.  | Lin Qingfeng (CHN)       | Triyatno (INA)             | Kim Myong-hyok (PRK)    |
| - de 77 kg résultats détaillés   | Lu Xiaojun (CHN)         | Lu Haojie (CHN)            | Iván Cambar (CUB)       |
| - de 85 kg résultats détaillés   | Adrian Zieliński (POL)   | Kianoush Rostami (IRI)     | Tarek Yehia (EGY)       |
| - de 94 kg résultats détaillés   | Saeid Mohammadpour (IRI) | Kim Min-Jae (KOR)          | Tomasz Zielinski (POL)  |
| - de 105 kg résultats détaillés. | Navab Nasirshelal (IRI)  | Bartłomiej Bonk (POL)      | Ivan Efremov (UZB)      |
| + de 105 kg résultats détaillés  | Behdad Salimi (IRI)      | Sajjad Anoushiravani (IRI) | Jeon Sang-guen (KOR)    |

### Femmes
| Épreuves                        | Or                     | Argent                     | Bronze                 |
| ------------------------------- | ---------------------- | -------------------------- | ---------------------- |
| - de 48 kg résultats détaillés  | Wang Mingjuan (CHN)    | Hiromi Miyake (JPN)        | Ryang Chun-Hwa (PRK)   |
| - de 53 kg résultats détaillés  | Hsu Shu-ching (TPE)    | Citra Febrianti (INA)      | Iulia Paratova (UKR)   |
| - de 58 kg résultats détaillés  | Li Xueying (CHN)       | Pimsiri Sirikaew (THA)     | Rattikan Gulnoi (THA)  |
| - de 63 kg résultats détaillés  | Christine Girard (CAN) | Milka Maneva (BUL)         | Luz Acosta (MEX)       |
| - de 69 kg résultats détaillés. | Rim Jong-Sim (PRK)     | Anna Nurmukhambetova (KAZ) | Ubaldina Valoyes (COL) |
| - de 75 kg résultats détaillés  | Lidia Valentín (ESP)   | Abeer Abdelrahman (EGY)    | Madias Nzesso (CMR)    |
| + de 75 kg résultats détaillés  | Zhou Lulu (CHN)        | Tatiana Kashirina (RUS)    | Jang Mi-ran (KOR)      |

## Tableau des médailles
| Rang | Nation         | Or | Argent | Bronze | Total |
| ---- | -------------- | -- | ------ | ------ | ----- |
| 1    | Chine          | 5  | 2      | 0      | 7     |
| 2    | Iran           | 3  | 2      | 0      | 5     |
| 3    | Corée du Nord  | 3  | 0      | 2      | 5     |
| 4    | Pologne        | 1  | 1      | 1      | 3     |
| 5    | Taipei chinois | 1  | 0      | 0      | 1     |
| 5    | Canada         | 1  | 0      | 0      | 1     |
| 5    | Espagne        | 1  | 0      | 0      | 1     |
| 8    | Indonésie      | 0  | 2      | 1      | 3     |
| 9    | Russie         | 0  | 1      | 1      | 2     |
| 9    | Thaïlande      | 0  | 1      | 1      | 2     |
| 9    | Égypte         | 0  | 1      | 1      | 2     |
| 9    | Colombie       | 0  | 1      | 1      | 2     |
| 9    | Corée du Sud   | 0  | 1      | 1      | 2     |
| 14   | Kazakhstan     | 0  | 1      | 0      | 1     |
| 14   | Japon          | 0  | 1      | 0      | 1     |
| 14   | Bulgarie       | 0  | 1      | 0      | 1     |
| 17   | Cameroun       | 0  | 0      | 1      | 1     |
| 17   | Cuba           | 0  | 0      | 1      | 1     |
| 17   | Mexique        | 0  | 0      | 1      | 1     |
| 17   | Ukraine        | 0  | 0      | 1      | 1     |
| 17   | Ouzbékistan    | 0  | 0      | 1      | 1     |
| 17   | Vietnam        | 0  | 0      | 1      | 1     |
|      | Total          | 15 | 15     | 15     | 45    |